# Tourisme au Danemark

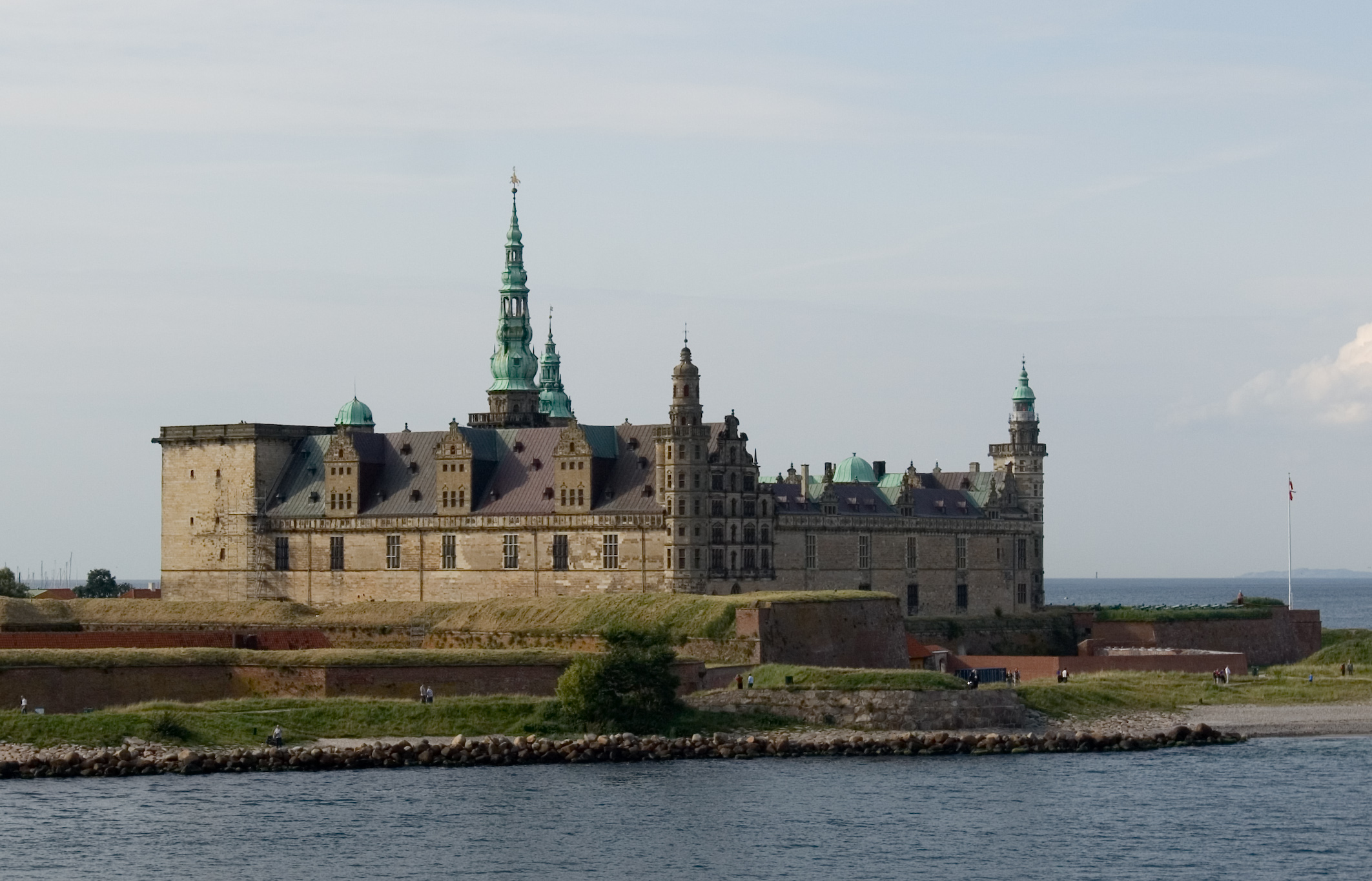
Château de Kronborg à Elseneur.

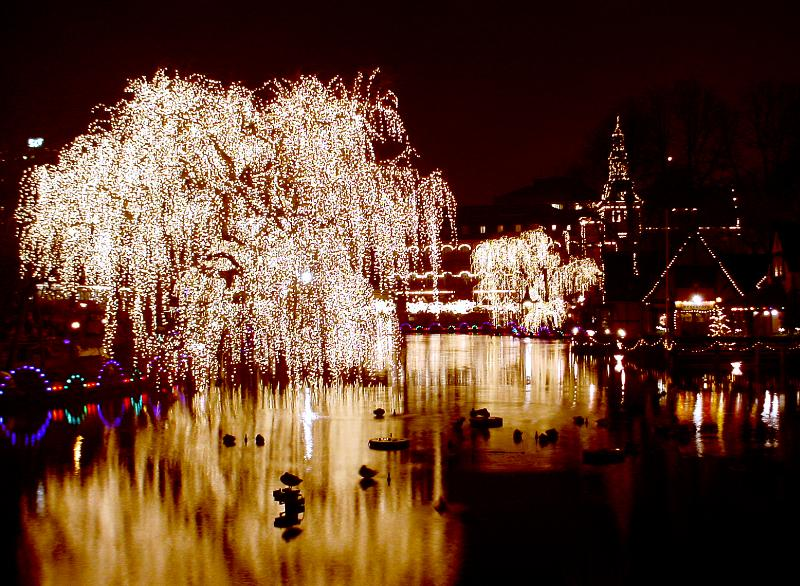
Jardins de Tivoli à Copenhague.

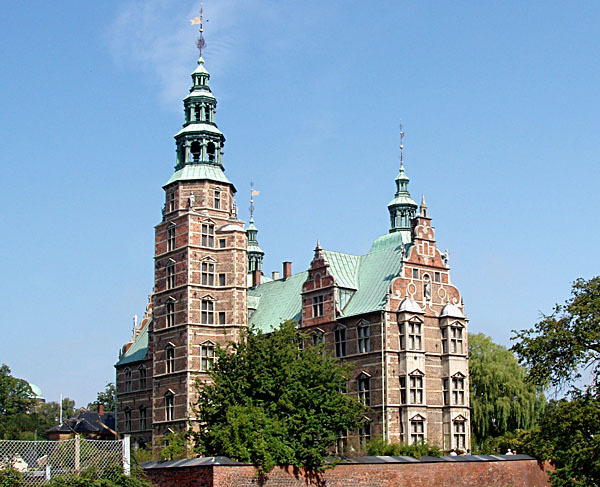
Château de Rosenborg à Copenhague.

Le tourisme au Danemark est principalement alimenté par des visiteurs issus des pays voisins, particulier de l'Allemagne, suivie de la Norvège, de la Suède et des Pays-Bas, ainsi que des Danois en vacances dans leur propre pays,. Le tourisme emploie au Danemark plus de 150 000 personnes et en 2019, les touristes ont dépensé un peu plus de 132 milliards de couronnes danoises (DKK).
Le Danemark possède de nombreuses plages de sable qui attirent particulièrement les touristes allemands. Les touristes suédois et norvégiens recherchent plus souvent l'animation de la ville de Copenhague, tandis que de nombreux jeunes scandinaves sont attirés par le faible prix des boissons alcoolisées et le moindre encadrement de leur consommation,.
La promotion du Danemark en tant que destination touristique est gérée par VisitDenmark. En tant que plus ancien royaume d'Europe et pays d'origine de Hans Christian Andersen, le Danemark est souvent présenté comme un "le pays des contes merveilleux" ,,,,,. Le terme est suffisamment ancré à l'international pour être repris par les médias étrangers, notamment lorsque les actualités contredisent cette image comme lors des émeutes de 2006 liées à l'évacuation du squat de Ungdomshuset ou de la controverse des caricatures de Mahomet .

## Touristes et économie
En 2019, 56,1 millions de nuitées ont été enregistrées au Danemark, une hausse de 25,5% par rapport à 2009. Les étrangers représentent 28,9 millions d'entre elles, soit une croissance de 23%.
En 2019, les touristes ont dépensé 132,5 milliards de couronnes dont 57,5 milliards proviennent des touristes étrangers et 74,8 milliards des touristes danois. Les Allemands représentaient plus de la moitié des nuités attribuées aux étrangers, suivis des Norvégiens et des Suédois avec respectivement 8% et 5,9%.
En 2019, les dépenses liées au tourisme représentaient 5,7% du PIB du Danemark, en comparaison les industries primaires (agriculture, mines, pêche, sylviculture) ne contribuaient que pour 2,4% du PIB. Le secteur employait environ 159 000 personnes en 2018, en hausse par rapport à 2011 où le tourisme générait 120 000 emplois.
En 2013, les 50 attractions les plus visitées ont battu un record de fréquentation avec 24,4 millions de visiteurs, soit une augmentation de 8,4 %. Cette même année, le nombre de touristes suédois au Danemark a également rétrouvé son niveau d'avant la crise financière de 2007-2008. Environ 3 millions de Suédois ont visité le Danemark cette année, faisant du Danemark la destination touristique la plus populaire pour les Suédois.  En 2014, le trafic sur le pont de l'Øresund a atteint un nouveau record pour un week-end de Pâques. Au cours de l'été 2016, plusieurs records de fréquentation ont été établis sur le pont.  Dans les années qui ont suivi la crise financière, il a été suggéré à plusieurs reprises que le tourisme devrait être un moteur du retour à la croissance,.
En 2015, plusieurs hôtels annoncèrent que leur taux d'occupation avait retrouvé leur niveau d'avant la crise financière, et les capacités on commencé à augmenter pour répondre à la demande,. Le ministère de l'industrie et des affaires avait alors annoncé que 49,1 millions de nuitées avaient été enregistrées dans le pays, ce qui était un record.

### Promotion
La commercialisation du Danemark en tant que destination touristique est assurée par VisitDenmark, qui est affilié au ministère de l'industrie et des affaires.
Les touristes sont particulièrement attirés par le passé du Danemark en tant que nation viking, et le thème est repris par les opérations de promotion. À travers le pays, il y a plusieurs musées et attractions dédiés aux Vikings,. La série télévisée Vikings et la série The Last Kingdom, basée sur un livre éponyme de Bernard Cornwell, ont attiré de nombreux touristes dans ces musées vikings.
Le Hygge a également été utilisé par les hôtels dans leur marketing, et a permis à certains d'accueillir jusqu'à 50% de clients anglais et allemands supplémentaires.

## Attractions
En 2019, la région capitale enregistrait 14 millions de nuitées dont 7,7 pour les touristes étrangers. 348 navires de croisière ont accosté au port de Copenhague avec environ 1,1 million de passagers.
Parmi les principales attractions de la ville figurent les jardins de Tivoli, qui sont l'attraction la plus visitée du pays, le quartier de Christiania et La Petite Sirène. Dans une enquête réalisée par Berlingske Tidende en juillet 2008, La Petite Sirène a été nommée attraction touristique préférée de Copenhague. Autour de l'an 2000, la statue était déjà la troisième attraction touristique la plus visitée après Tivoli et Bakken. En tant que capitale du pays, la ville possède également une vie culturelle riche et de nombreux musées. Le Musée national abrite entre autres les cornes d'or de Gallehus et le char solaire de Trundholm. La ville abrite également plusieurs restaurants étoilés, dont le Noma, qui a été élu à plusieurs reprises meilleur restaurant du monde.

### Les environs

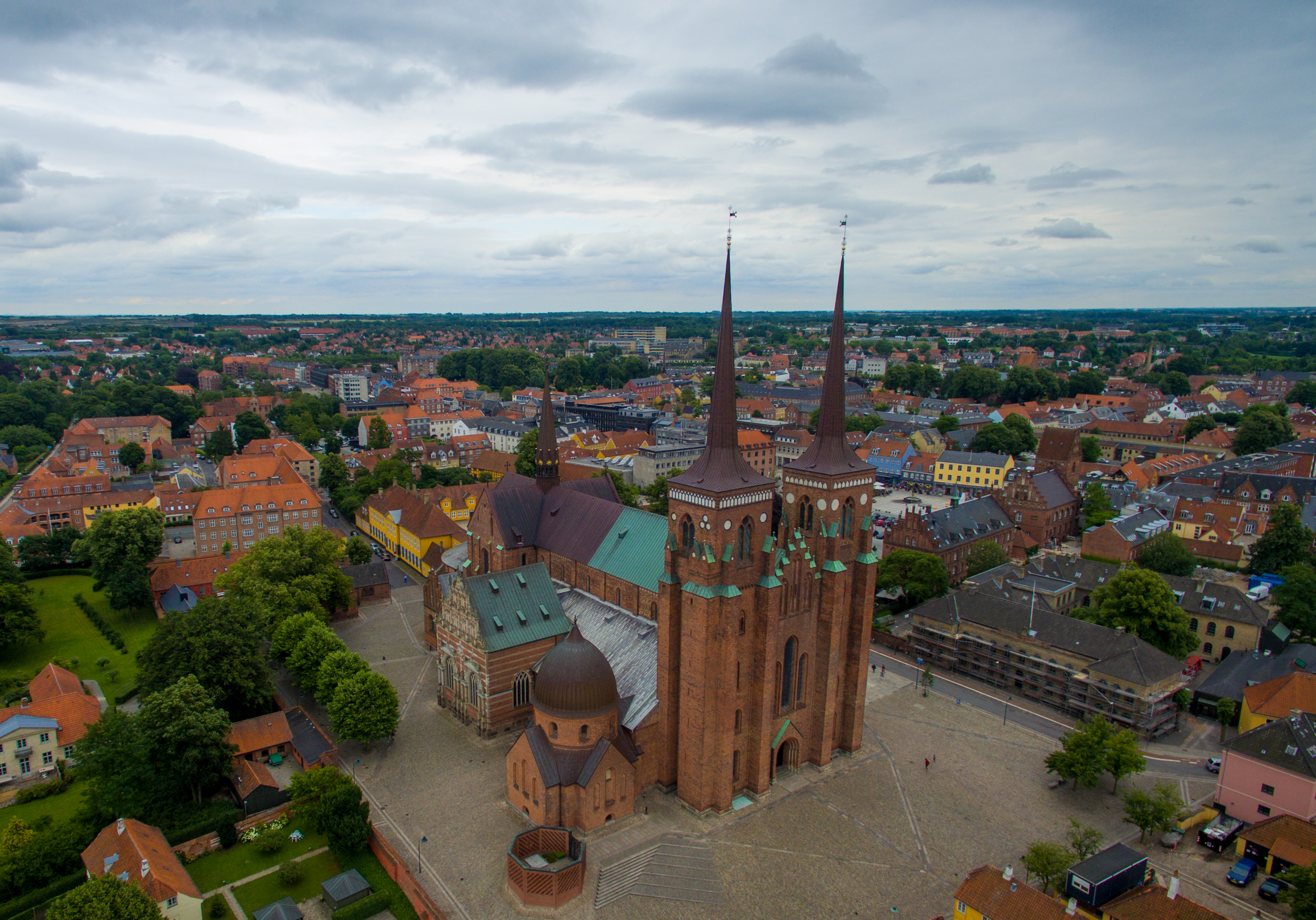
Cathédrale de Roskilde.

Le château de Kronborg à Elseneur est célèbre pour être le lieu où se déroule Hamlet de Shakespeare. Le château est également inscrit sur la liste du patrimoine mondial de l'UNESCO. La ville possède également le M/S Musée Maritime du Danemark, qui est visité par plus de 100 000 personnes chaque année. La cathédrale de Roskilde est aussi un site du patrimoine mondial, et la ville abrite également un musée des navires vikings, qui abrite plusieurs navires vikings en bon état de conservation. Un nombre important de touristes étrangers participent également au Festival de Roskilde .
À Dyrehaven, qui est une grande zone boisée, se trouve le parc d'attractions de  Bakken. En outre, une grande partie de la forêt est inscrite sur la liste mondiale de l'UNESCO en 2015 en tant que Paysage de chasse à courre de Zélande du Nord , ce qui est notamment justifié par le pavillon de chasse de l'Ermitage et ses alentours.

### Zélande du sud, Lolland, Falster et Møn

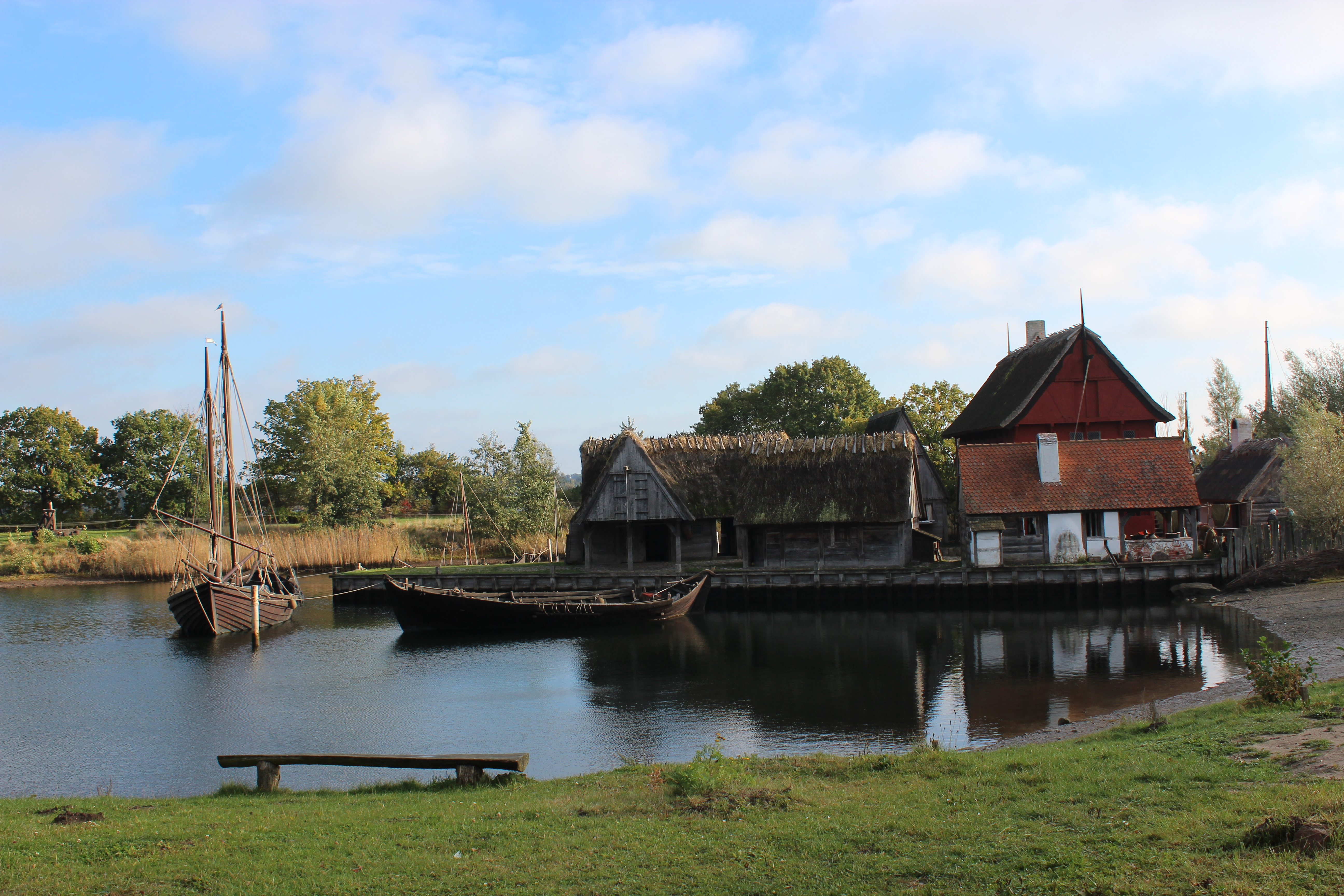
Le centre médiéval de Nykøbing Falster.

En raison de sa proximité avec l'Allemagne, la Zélande du Sud et les îles voisines sont l'un des endroits les plus populaires pour les touristes allemands. En Zélande du Sud se trouve le parc d'attractions BonBon-Land et le musée historique Danmarks Borgcenter, situé près du château de Vordingborg. Les falaises de Stevns  ont été reconnues comme site du patrimoine mondial en 2014. Un musée est installé sur le site des remparts de Trelleborg près de Slagelse. À Ringsted se trouve l'église Saint-Bendt, qui est après la cathédrale de Roskilde l'église où le plus de rois danois sont enterrés. À Næstved se trouve le château de Gavnø, qui accueille près de 100 000 visiteurs chaque année.
Sur l'île de Møn, les falaises, le musée géologique associé et le manoir de Liselund sont quelques-unes des attractions en plus des nombreuses plages de sable. En 2016 les chemins de randonnée Camønoen ont été inaugurés. Le nom est inspiré par le Camino francès espagnol.
Lolland et Falster propose entre autres le Knuthenborg Safari Park, qui avec environ 1 200 animaux est le plus grand parc safari d'Europe du Nord, et un centre médiéval, qui a la réputation d'être l'une des reconstitutions médiévales les plus fidèles d'Europe. Les deux îles ont également de nombreuses plages de sable et cottages. La station de Marielyst est l'une des plus importantes. Le ferry Rødby - Puttgarden relie Lolland à l'Allemagne. Le lien entre Falster et l'Allemagne est assuré par le ferry Gedser - Rostock. Tous deux sont opérés par Scandlines. Le lien fixe du Fehmarn Belt reliera Rødby avec l'Allemagne par voie terrestre.

### Bornholm

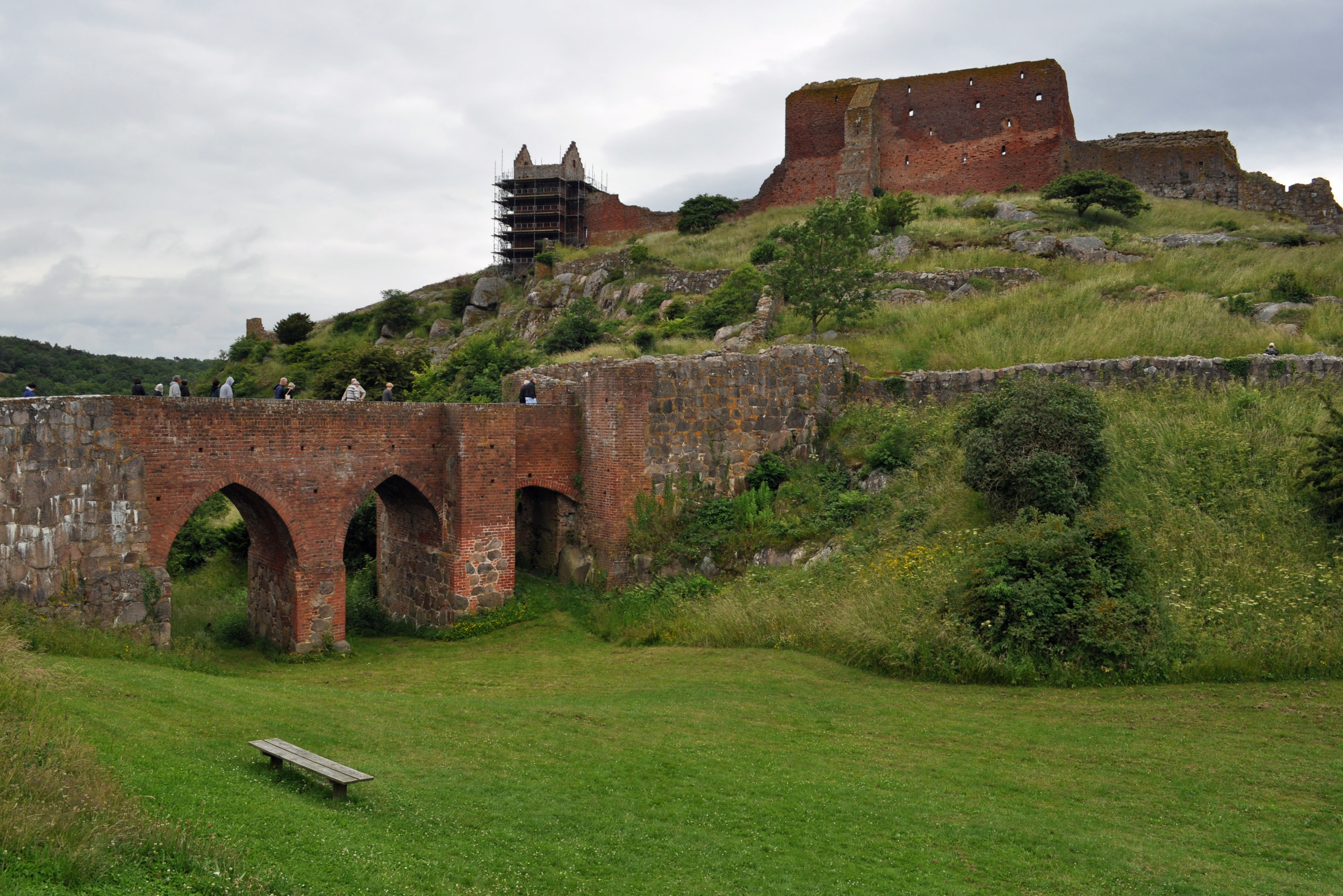
Hammershus.

L'île de Bornholm dans la mer Baltique au sud de la Suède comporte des paysages rocheux, des villes pittoresques et des plages de sable. Parmi ces villes figurent Gudhjem, Allinge-Sandvig, Svaneke et Rønne. À Hammerknuden se trouvent les ruines de Hammershus, qui fut l'une des plus grandes forteresses d'Europe. Il existe des ferries depuis Køge au sud de Copenhague, ainsi que depuis Ystad en Suède, Rügen dans le nord-est de l'Allemagne, Kołobrzeg et Świnoujście dans le nord-ouest de la Pologne. L'aéroport de Bornholm accueille des vols réguliers vers Copenhague et a davantage de destinations en saison.

### Fyn

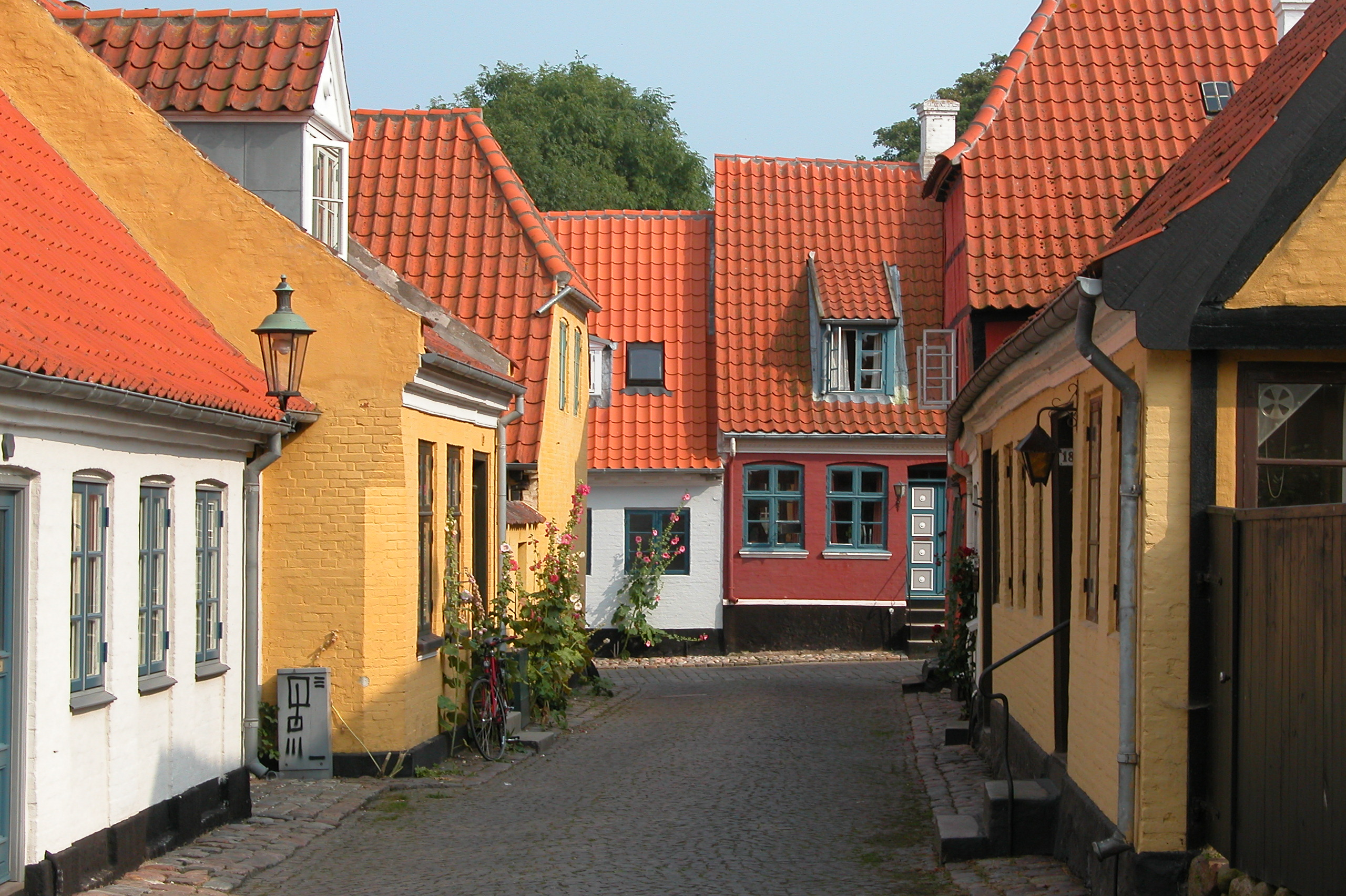
Rue à Ærøskøbing sur l'île d'Ærø.

L'île de Fionie, qui est reliée à la Zélande via le pont du Grand Belt, est très liée à Hans Christian Andersen. L'auteur est né à Odense où sa maison est aujourd'hui un musée. Les petites villes côtières de Fåborg et Svendborg sont populaires auprès des touristes tant comme destination que comme point de départ vers les châteaux de Egeskov et Hvedholm, ainsi que vers les îles Thurø, Tåsinge et Ærø. Les villages des îles sont caractérisés par de petites rues et des maisons au toit de chaume. L'île d'Ærø connaît un afflux important de plongeurs qui veulent visiter l'épave du ferry Ærø, qui a été volontairement immergé à cet effet.

### Jutland

#### Grandes villes
Chaque année, les villes d'Aalborg au nord et d'Aarhus à l'est attirent un nombre important de touristes d'affaires et de loisir.
À Aalborg, la cathédrale de la fin du 14e siècle, le château Ålborghus du 16e siècle et la rue de la vierge Anne avec ses cafés, bars et discothèques font partie des attractions principales. À Aarhus se trouvent le musée en plein air Den Gamle By, la cathédrale achevée en 1500, le musée d'art ARoS et le musée Moesgård qui abrite l'homme de Grauballe.

#### Attractions en région

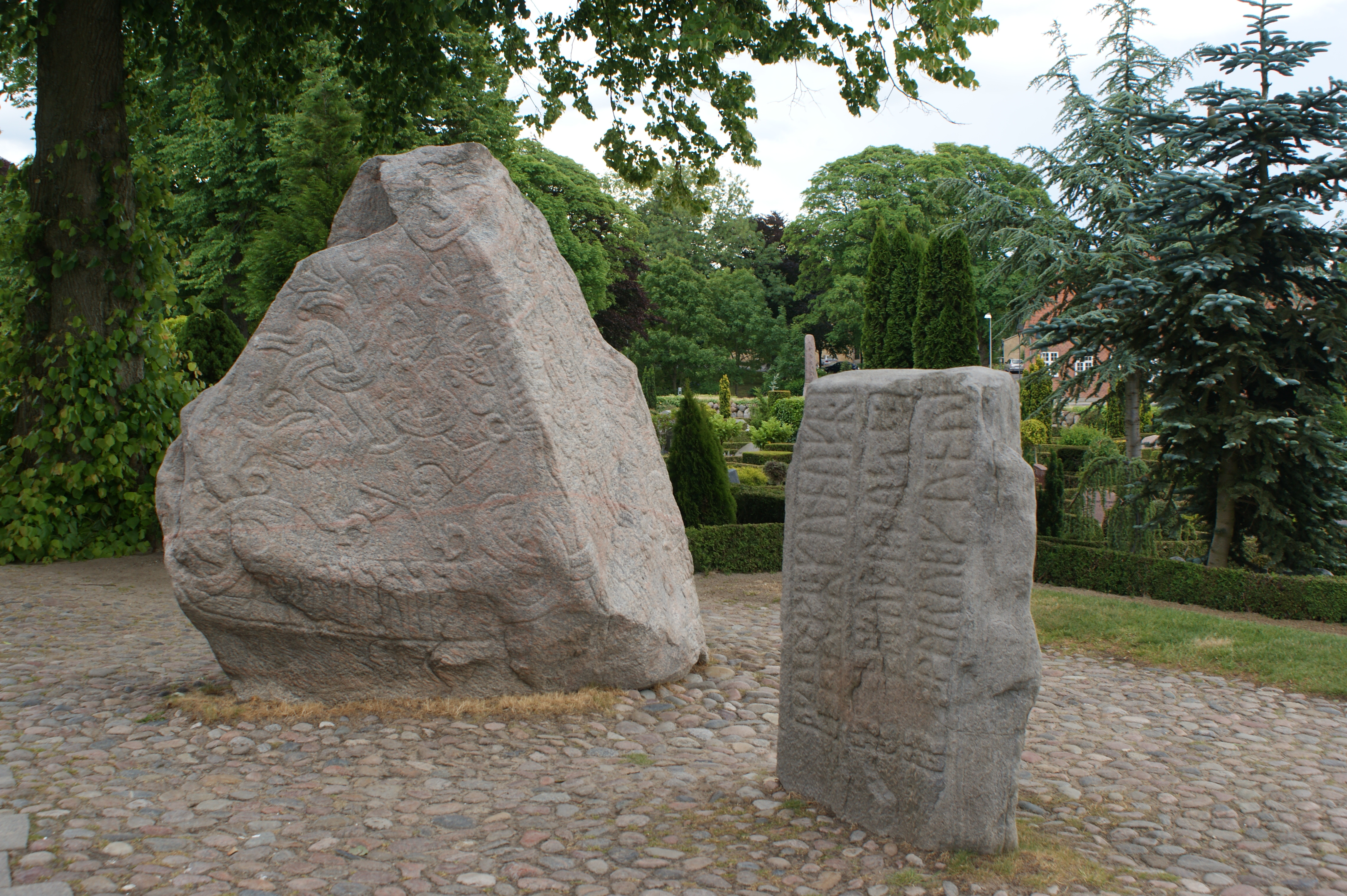
Pierres de Jelling, célébrant la conversion du Danemark au christianisme.

Parmi les attractions du Jutland figurent le Legoland de Billund près de l'aéroport de Billund. Le village d'Ebeltoft présente des rues pavées et des maisons à colombages. Skagen dans la partie la plus septentrionale du Jutland est célèbre pour ses peintres et leurs images maritimes. Vendsyssel abrite aussi des villages de vacances comme Løkken et Lønstrup. La falaise de Hanklit et le parc floral Jesperhus se trouvent sur l'île de Mors séparée du continent par le Limfjord.
Près de Vejle se trouve Jelling, qui abrite deux énormes tumulus et les pierres de Jelling, qui sont inscrites au patrimoine mondial de l'UNESCO.
Près d'Esbjerg sur la côte ouest se trouvent les quatre sculptures blanches l'Homme rencontre la Mer réalisées par Svend Wiig Hansen. Elles mesurent 79 m de haut et sont visibles de loin. Le musée le plus visité de la ville est le musée d'art d'Esbjerg, qui contient principalement des œuvres danoises créés à partir de 1900. À partir du sud d'Esbjerg commence la mer des Wadden, dont une partie forme depuis 2008 un parc national qui a été reconnu comme site du patrimoine mondial en 2015.
Dans le Jutland du Sud se trouve le village de Christiansfeld, lui aussi reconnu comme site du patrimoine mondial en 2015.

## Gastronomie

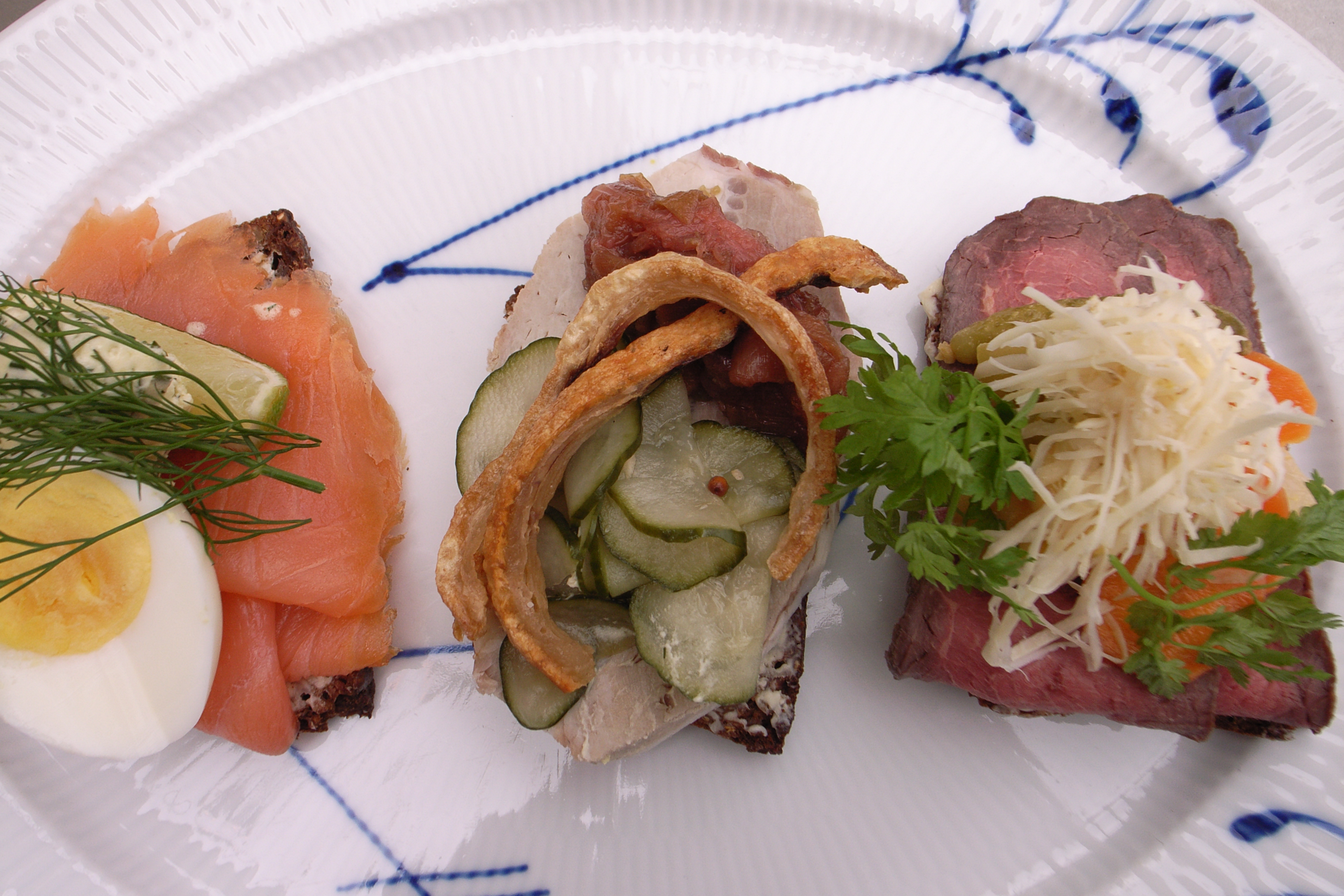
Smørrebrød.

Le plat danois le plus connu est celui des sandwichs ouverts ou smørrebrød, qui consistent en un morceau de pain, souvent de seigle, sur lequel on tartine différents aliments. Traditionnellement, un repas à base de smørrebrød commence en appliquant du poisson sur le pain, en particulier du hareng mariné, de l'anguille fumée, du crabe, des filets de poisson ou des crevettes. Ensuite viennent les viandes comme le rôti de bœuf, les fricadelles, le jambon ou le pâté de foie. Les smørrebrød sont souvent garnis de rondelles d'oignon, de radis, de concombre, de tomate, de persil, de rémoulade ou de mayonnaise. Le repas est souvent accompagné de bière et parfois de snaps ou d'aquavit. Le soir, un repas chaud est généralement servi. Les plats traditionnels comprennent le poisson frit, le rôti de porc et le bœuf haché. Les steaks sont de plus en plus populaires.
Le Danemark a connu un intérêt croissant pour le tourisme gastronomique, les touristes venant pour découvrir la culture culinaire danoise et des restaurants particulièrement reconnus. La nouvelle cuisine nordique est gagne en popularité depuis 2004. Claus Meyer, qui est l'un de ses principaux promoteurs, a dirigé avec René Redzepi le restaurant Noma, qui a reçu deux étoiles au guide Michelin, et a été nommé meilleur restaurant du monde à quatre reprises.
Le restaurant Geranium est le seul restaurant danois à avoir reçu le maximum de trois étoiles, en 2016,. En 2015, la première étoile Michelin en dehors de Copenhague a été distribuée au restaurant Fredrikshøj de Aaarhus. La ville de Aarhus a depuis décidé de se concentrer sur le tourisme gastronomique. En 2017, le Danemark était le pays nordique avec le plus d'étoiles Michelin.

## Transport

### Aéroports
L'aéroport de Copenhague est le plus grand aéroport de Scandinavie. Il est situé à Kastrup à environ 8 km du centre-ville de Copenhague et relié par train à la gare centrale de Copenhague, ainsi qu'à Malmö et au reste de la Suède. Le métro de Copenhague s'y arrête également.
À l'ouest du pays, l'aéroport de Billund est le plus important, bien que Aarhus et Aalborg aient aussi des aéroports avec des liaisons régulières vers Copenhague et quelques lignes internationales.

### Rail
Le Danemark dispose d'un réseau ferroviaire bien développé et connecté au réseau suédois à travers l'Øresund. L'Allemagne est reliée par train à travers la ligne de Padborg à Flensburg dans le Jutland du Sud, et le ferry ferroviaire de Rødby à Puttgarden. Il est prévu d'améliorer le réseau ferroviaire d'après le projet à grande vitesse Timemodellen qui devrait réduire à une heure le temps de trajet entre les plus grandes villes danoises. Esbjerg, Herning, Nykøbing Falster et Sønderborg devraient également être incluses dans le projet à plus long terme,.

### Routes

Autoroutes au Danemark.

Le réseau autoroutier est bien développé et les seules routes à péage sont le pont du Grand Belt et le pont de l'Øresund. La limite de vitesse pour les voitures particulières est généralement de 130 km/h sur autoroute, mais certaines sections sont limitées à  110 ou 90 km/h. Pour les caravanes, la limite de vitesse est cependant de 80 km/h.  Le long des autoroutes, il y a un grand nombre d'aires de repos, dont certaines sont combinées avec des stations-service. Le nombre de campeurs au Danemark est généralement à la hausse et n'a pas été affecté par la crise financière au même degré que le reste de l'industrie du tourisme.
La route des marguerites s'étend sur plus de 3 600 km et passe par plus de 200 des principales attractions touristiques du pays.

### Vélos
En dehors des villes, il y a souvent des pistes cyclables parallèles à la route, mais en site propre. Pendant les mois d'été, les vélos de ville sont gratuits dans plusieurs endroits de Copenhague et Aarhus.
Il existe d'innombrables pistes cyclables au Danemark, qui sont toutes balisées et disposent d'aires de repos. Il existe au total onze pistes nationales totalisant 4 233 km.  Le réseau cyclable balisé atteint au total 11 000 km.
En 2020, le gouvernement et la majorité parlementaire ont décidé d'un plan de soutien au tourisme danois. Une des initiatives est de renforcer l'attractivité du tourisme cycliste au Danemark. 20 millions de couronnes sont dédiées au développement d'un réseau de hubs cyclistes.

### Ferries
International

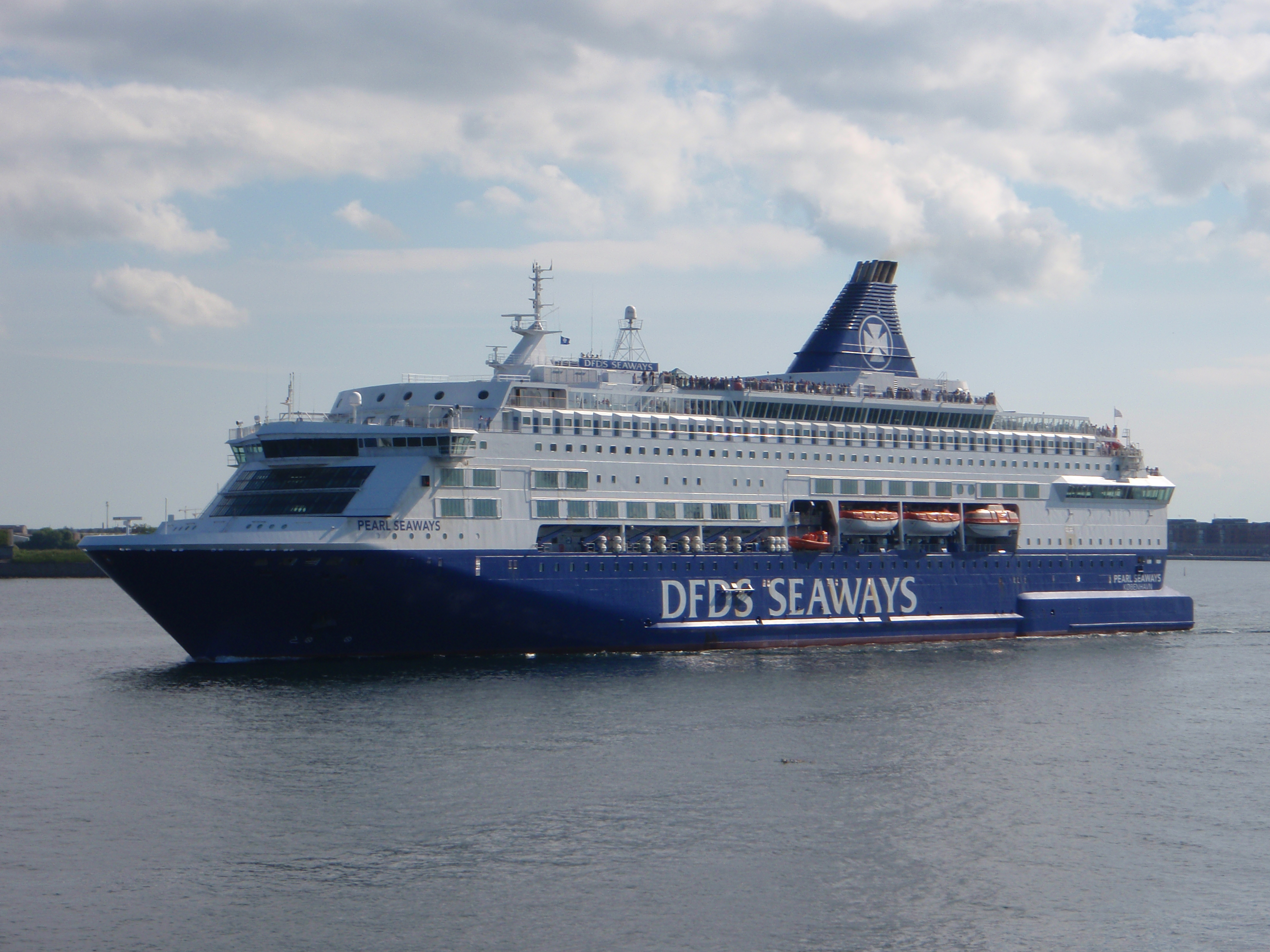
Pearl Seaways de DFDS Seaways est le plus grand navire de passagers danois.

Cinq grandes compagnies maritimes assurent des liaisons en car-ferries entre le Danemark et les pays voisins:
- Color Line: Hirtshals - Kristiansand et Hirtshals - Larvik
- DFDS Seaways: Copenhague - Oslo
- Fjord Line: Hirtshals - Stavanger - Bergen, Hirtshals - Langesund et Hirtshals - Kristiansand
- Scandlines: Elseneur - Helsingborg, Rødby - Puttgarden (aussi ferry ferroviaire) et Gedser - Rostock
- Stena Line: Frederikshavn - Göteborg, Frederikshavn-O slo et Grenaa - Varberg

Domestique
La plupart des îles danoises sont reliées par des ferries. Les deux plus grandes compagnies de transbordeurs domestiques sont :
- Danske Færger: Esbjerg - Nordby, Kalundborg - Samsø et Spodsbjerg - Tårs
- Molslinjen : Als - Fyn, Odden - Aarhus et Odden - Ebeltoft

### Croisière

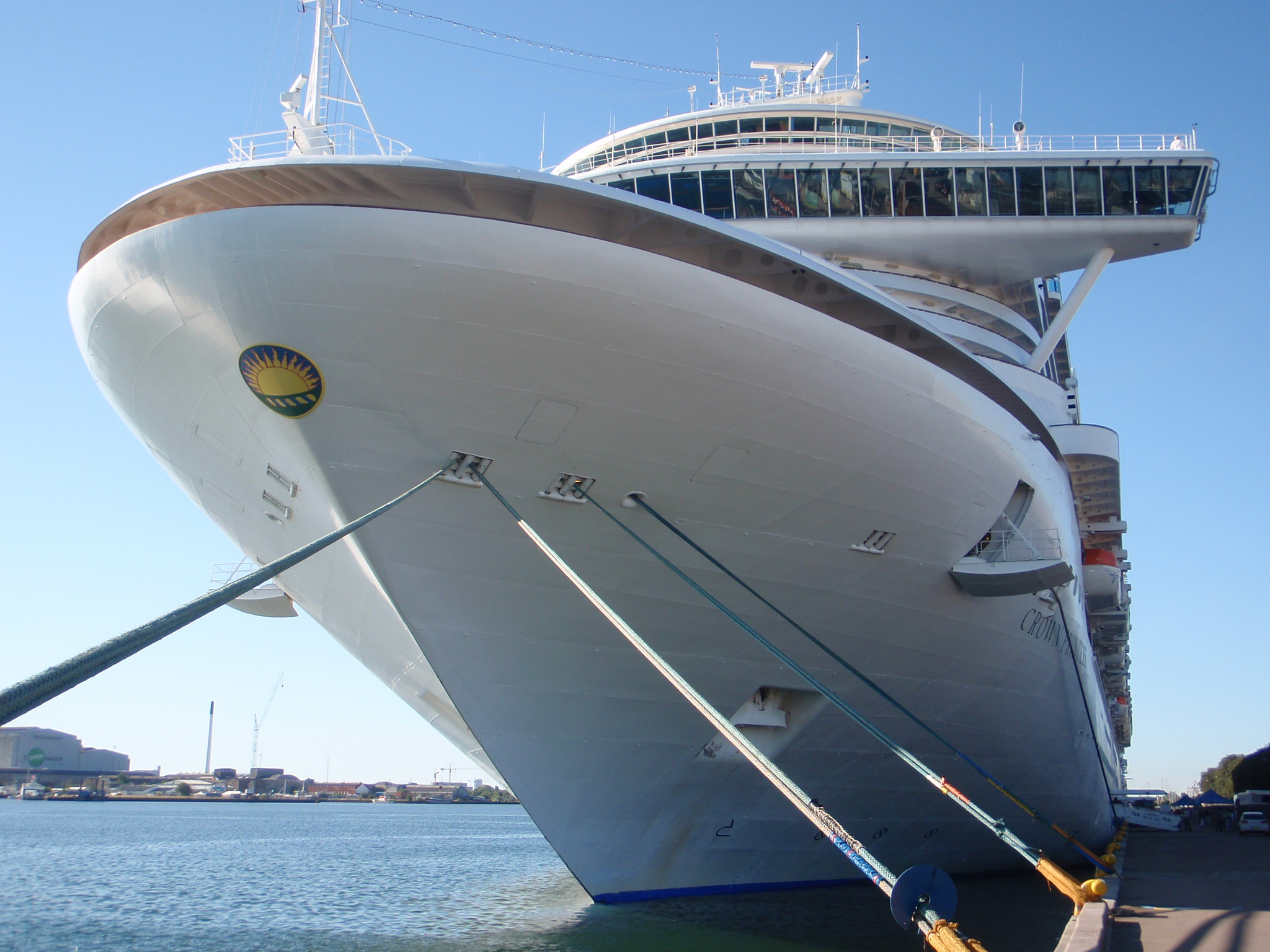
Crown Princess à Copenhague.

Le Danemark est la destination d'un grand nombre de croisières touristiques, qui accostent dans les grandes villes dotées de grands ports accessibles. Il s'agit principalement de Copenhague, Rønne, Aarhus, Aalborg et Esbjerg. Copenhague, en particulier, compte de nombreuses escales par an et est l'un des plus grands ports de croisière d'Europe du Nord. En 2019, 348 navires de croisière ont accosté au port de Copenhague avec environ 1,1 million de passagers. Ils n'étaient que 259 000 en 2003 et 805 000 en 2013.
L'activité générée par les croisières chaque année est d'environ 1,25 milliard de couronnes et 2 400 emplois basés au Danemark. Le port de Copenhague concentre 65% des escales au Danemark.
En 2014, les compagnies de croisière les plus actives à Copenhague étaient AIDA Cruises, Costa Croisières et MSC Croisières, chacune avec plus de 30 escales. Au total, 66 navires de croisière différents ont fait 311 escales à Copenhague cette année.
En 2019, 50 bateaux de croisière ont fait escale à Rønne, qui dessert l'île de Bornholm. 24 d'entre eux avaient moins de 150 passagers.

## Les 50 attractions les plus visitées
La liste suivante contient les 50 attractions touristiques avec le plus grand nombre d'entrées en 2016 selon une enquête de VisitDenmark.
Les éléments suivants ne sont pas inclus :
- Salles de concert telles que la symphonie de Copenhague et l'Opéra
- Théâtres tels que le Théâtre royal et Skuespilhuset
- Centres d'exposition comme Bella Center
- Attractions naturelles telles que les falaises de Møns, Skagen et Dyrehaven.
- Attractions gratuites comme Christiania et La Petite Sirène.

| Rang | Attraction                    | Type                         | Situation      | Visiteurs |
| ---- | ----------------------------- | ---------------------------- | -------------- | --------- |
| 1    | Jardins de Tivoli             | Parc d'attractions           | Copenhague     | 4.638.000 |
| 2    | Bakken                        | Parc d'attractions           | Klampenborg    | 2.500.000 |
| 3    | Legoland Billund              | Parc d'attractions           | Billund        | 1.700.000 |
| 4    | Zoo de Copenhague             | Zoo                          | Copenhague     | 1.141.129 |
| 5    | ARoS Aarhus Kunstmuseum       | Musée d'Art                  | Aarhus         | 835.606   |
| 6    | Djurs Sommerland              | Parc d'attractions           | Norddjurs      | 744.565   |
| 7    | Musée d'Art moderne Louisiana | Musée d'Art                  | Humlebæk       | 705.854   |
| 8    | Lalandia Billund              | Parc aquatique               | Billund        | 692.000   |
| 9    | Rundetårn                     | Monument historique          | Copenhague     | 653.774   |
| 10   | Fårup Sommerland              | Parc d'attractions           | Jammerbugt     | 600.928   |
| 11   | Botanisk Have                 | Jardin botanique             | Copenhague     | 594.733   |
| 12   | Den Blå Planet                | Aquarium                     | Kastrup        | 592.000   |
| 13   | Lalandia Rødby                | Parc aquatique               | Rødby          | 523.000   |
| 14   | Den Gamle By                  | Frilandsmuseum               | Aarhus         | 515.667   |
| 15   | Tivoli Friheden               | Parc d'attractions           | Aarhus         | 509.503   |
| 16   | Musée Moesgård                | Musée                        | Aarhus         | 431.688   |
| 17   | Nationalmuseet                | Musée                        | Copenhague     | 429.119   |
| 18   | Statens Museum for Kunst      | Musée d'Art                  | Copenhague     | 384.341   |
| 19   | Zoo d'Aalborg                 | Zoo                          | Aalborg        | 380.126   |
| 20   | Zoo de Givskud                | Zoo                          | Givskud        | 379.810   |
| 21   | Glypothèque de Carlsberg      | Musée                        | Copenhague     | 375.304   |
| 22   | Christianborg                 | Monument historique et musée | Copenhague     | 375.304   |
| 23   | Rosenborg                     | Monument historique et musée | Copenhague     | 355.752   |
| 24   | Zoo d'Odense                  | Zoo                          | Odense         | 355.613   |
| 25   | BonBon-Land                   | Parc d'attractions           | Holme Olstrup  | 351.000   |
| 26   | Musée d'art moderne Arken     | Musée d'Art                  | Copenhague     | 305.125   |
| 27   | Kronborg                      | Monument historique et musée | Elseneur       | 301.164   |
| 28   | Visit Carlsberg               | Centre pour visiteurs        | Copenhague     | 262.000   |
| 29   | Zoo tropical de Randers       | Zoo                          | Randers        | 260.147   |
| 30   | Frederiksborg                 | Monument historique et musée | Hillerød       | 256.098   |
| 31   | Knuthenborg Safari Park       | Zoo                          | Lolland        | 252.000   |
| 32   | Château d'Egeskov             | Monument historique et musée | Fyn            | 250.032   |
| 33   | Designmuseum Danmark          | Musée                        | Copenhague     | 229.179   |
| 34   | Jesperhus                     | Hôtel et parc floral         | Mors           | 226.741   |
| 35   | Botanisk Have                 | Jardin botanique             | Aarhus         | 218.968   |
| 36   | Kongernes Jelling             | Musée                        | Jelling        | 187.117   |
| 37   | Ree Park - Ebeltoft Safari    | Zoo                          | Ebeltoft       | 187.043   |
| 38   | Sommerland Sjælland           | Parc d'attractions           | Odsherred      | 181.235   |
| 39   | Nordsøen Oceanarium           | Aquarium                     | Hirtshals      | 180.970   |
| 40   | Frilandsmuseet                | Musée en plein air           | Lyngby         | 163.334   |
| 41   | Ordrupgaard                   | Musée                        | Charlottenlund | 160.676   |
| 42   | Musée des navires viking      | Musée                        | Roskilde       | 155.745   |
| 43   | Kattegatcentret               | Aquarium                     | Grenaa         | 152.007   |
| 44   | Cathédrale de Roskilde        | Église                       | Roskilde       | 144.768   |
| 45   | Tycho Brahe Planetarium       | Musée                        | Copenhague     | 143.683   |
| 46   | Memphis Mansion               | Musée                        | Randers        | 142.000   |
| 47   | FÆNGSLET                      | Musée                        | Horsens        | 141.940   |
| 48   | Musée d'Amalienborg           | Musée                        | Copenhague     | 139.707   |
| 49   | Musée de Koldinghus           | Musée                        | Kolding        | 136.055   |
| 50   | Musée de Skagen               | Musée                        | Skagen         | 135.987   |